# Канзас Сити (АБА)
Град Канзас Сити, Мисури, добио је право на франшизу у Америчкоој кошаркашкој асоцијацији, АБА лиги у фебруару 1967. године.

## Историја
Први професионални кошаркашки тим Канзас Ситија био је „Канзас Сити блуз” из никад устаљене Професионалне кошаркашке лиге Америке (АБЛ) из 1947. године. Лига се распала за месец дана од оснивања, а блуз је одиграо само шест утакмица. Године 1961. формирана је Америчка кошаркашка лига, један од његових тимова били су и Канзас Сити стирси, који су се квалификовали за прву (и једину) шампионску серију АБЛ-а 1962. године, али су изгубили прву утакмицу серије од Кливленд пајперса. Стирси су се вратили у АБЛ у сезони 1962/63, али се лига распала последњег дана 1962. године. Стирси, са резултатом 22 : 9, сматрани су незваничним шампионима скраћене сезоне.
Дана 2. фебруара 1967. створена је АБА лига са једанаест чартер тимова, укључујући и неименовану франшизу Канзас Ситија. Тим Канзас Ситија, његов власник Џејмс Б. Триндл је тада добио 35.000 долара, а 27. марта 1967. године Винс Борила је именован за генералног директора клуба.
Клуб је имао проблема да пронађе арену за домаћина својих утакмица у Канзас Ситију. Општински аудиторијум, који је био домаћин утакмица Блуза и Стирса, управо је добио франшизу „Централне хокејашке лиге”, која је требало да буде најбољи клуб НХЛ-ове експанзије Сент Луис блуза, чиме је ограничена његова расположивост за остале догађаје. Због тога је, 1. априла 1967. тим премештен у Денвер и назван Денвер ларкси.
У међувремену, Триндлови финансијски проблеми довели су до тога да Борила поднесе оставку, и на крају, тим је продат Џеј Вилијаму Рингсбију, који је убрзо преименовао тим у Денвер рокетсе у част свом транспортном послу, у Рокет трак лајнс. Денвер рокетси су играли у АБА лиги од 1967. до 1974. године, када су постали Денвер нагетси и под тим именом су играли током последње две сезоне АБА лиге. Спајањем АБА и НБА 1976. године Нагетси су се придружили НБА лиги и настављају да играју у тој лиги до данас.

## Наредни догађаји
Професионална кошарка се вратила у Канзас Сити 1972. године када су се „Синсинати ројалси” преселили тамо и постали „Канзас Сити кингси”. Кингси су отишли у Сакраменто у Калифорнији 1985. године и Канзас Сити је од тада остао без НБА франшизе. Град је имао неколико тимова у полупрофесионалној верзији Америчког кошаркашког савеза из 21. века, укључујући Канзас Сити најтс, који је освојио АБА круну 2002. године.